# Geografia Lituaniei

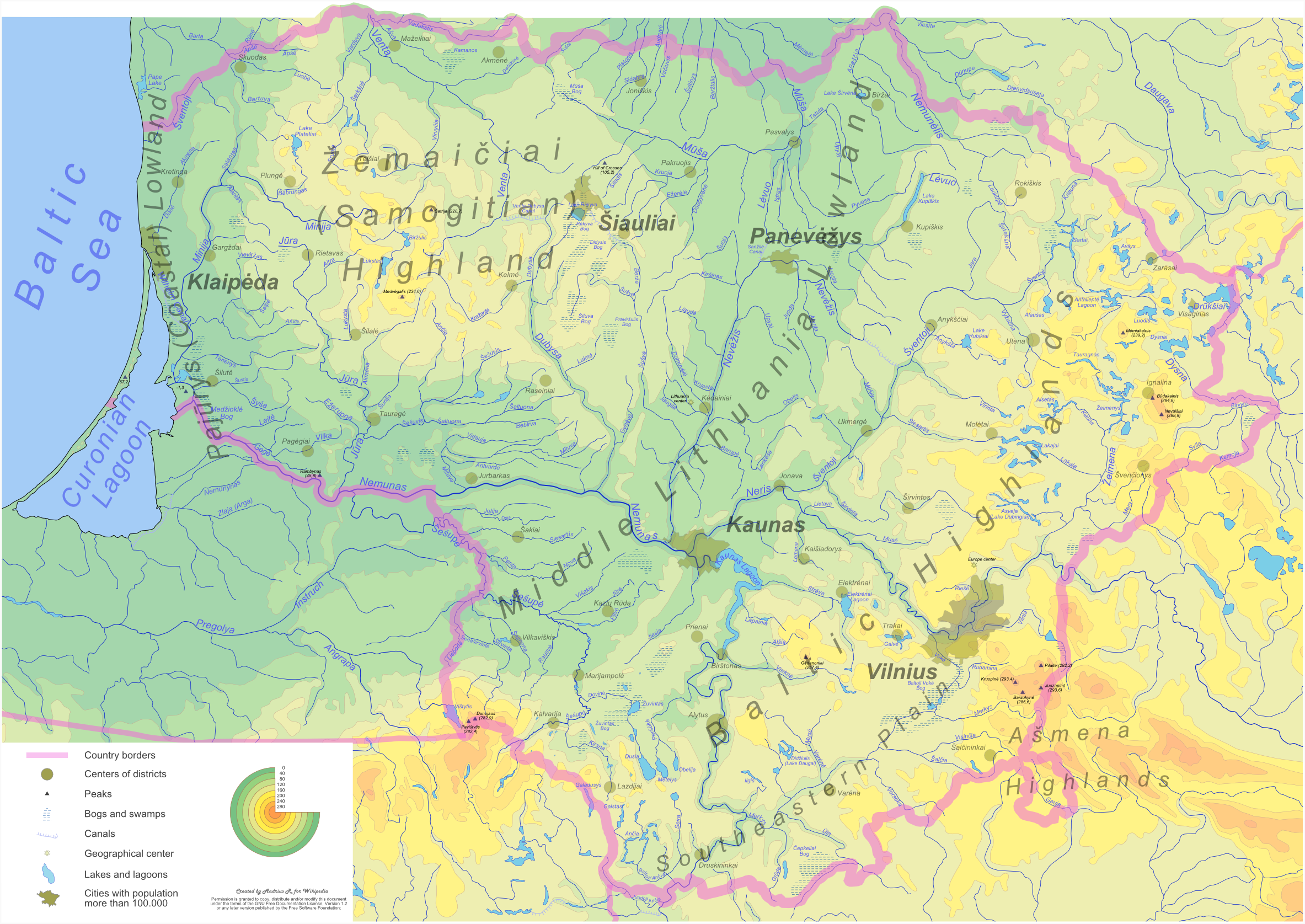
Harta Lituaniei

Lituania, unul dintre statele baltice, se învecinează la nord cu Letonia, la est cu Belarus, iar la sud cu Polonia. Râul Nemunas/Neman, care traversează sud-estul țării, trasează granița naturală cu enclava ruseasca de pe malul Mării Baltice, Kaliningrad. La vărsarea râului în mare se afla Laguna Courland, un golf al Marii Baltice separat de mare printr-un cordon litoral. Această bariera de nisip este îngustă (măsoară între 1,5 și 3km lățime), dar foarte lungă (97 de km).
Suprafața țării este de 65.200 km², iar densitatea populației este de 55,16 loc/km².
Orașele principale sunt: Vilnius (554 000 locuitori), Kaunas (358 100 loc.), Klaipėda (185 900 loc.), Siauliai (128 400 loc.), Panevezys (114 600 loc.), Marijampole (69 300 loc.), Alytus (68 800 loc.).

## Relief
Țărmul Lituaniei este unul coborât, presărat cu limanuri și lagune, fără prea multe sinuozități (ex: laguna Kurshskiy), aici întâlnindu-se câmpia Pajurio. Domină relieful de câmpie cu altitudini cuprinse, în general, între 100-150m, altitudinea maximă fiind de 293 m, în punctul Juozapines Kalnas, fiind intens modelată de ghețarii cuaternari. Apar din loc în loc coline morenaice, cum ar fi Colinele Zemaitija (235m alt.), Colinele Kalnas (293m).

## Hidrografie
Lituania prezintă o hidrografie bogată, cel mai important râu fiind Neman (cu o lungime de 930 km), cu direcția S-N, între Druskininkai și Kaunas, afluentul său principal fiind Villva, merge spre vest, formează granița cu Rusia și se varsă în Marea Baltică. Se găsesc numeroase lacuri (peste 3000), majoritatea glaciare (ex:Taurognas cu adâncimea de 60m, Luodyio, Aiseto, Dusios, Obelijos, Seirijo)

## Climă
Este de tranziție, între cel continental și oceanic. Temperatura medie anuală este de 6,1 grade Celsius, în luna iulie de 17,1 grade Celsius. Precipitațiile variază între 490-850mm.

## Floră și faună
Se întâlnesc păduri mixte, fiind un amestec de păduri de conifere, foioase, artice și de stepă. Fauna include 68 de specii de mamifere (iepurele, vulpea, elanul, lupul, ciuta, mistrețul etc), 203 specii de păsări, 7 specii de reptile, 13 specii de amfibieni și 60 de specii de pești (babușca, ghiborțul, plătica, bibanul etc).
Coordonate Geografice:
54°54′24″N 25°19′12″E / 54.90667°N 25.32000°E
Suprafață:

total:
65,300 km²

Uscat:
62,680 km²

Mare:
2,620 km²
Granițe Terestre:

total:
1,574 km

vecini:
Belarus 680 km, Letonia 576 km, Polonia 91 km, Rusia (Kaliningrad) 227 km
Țărm:
90 km
Climă: maritimă
Extreme de Altitudine:

punctul cel mai jos:
Marea Baltică 0 m

punctul cel mai inalt:
Dealul Aukštojas 294 m